# 义和遗址
义和遗址，位于山东省威海市环翠区羊亭镇义和村，是中华人民共和国山东省文物保护单位之一。
1992年6月12日，授予山东省文物保护单位，是一座古遗址。